# Tversted Kirke
Tversted Kirke, beliggende i Tversted, på amtsvejen mellem Hirtshals og Skagen.
Kirken er bygget i midten eller i slutningen af 1100-tallet, og består af et kor og skib og har aldrig haft noget tårn.
Kirken er på et tidspunkt forlænget mod vest og afsluttes med en barokagtig gavl, som er forsynet med bogstaverne "AMEB" og tallet "1787". Disse oplysninger hentyder muligvis til medlemmerne af familien Brøndlund, ejere af kirken, som i 1600-tallet ejede herregården Nørre Elkjær.

## Eksterne kilder og henvisninger
- Wikimedia Commons har flere filer relateret til Tversted Kirke
- Tversted Kirke hos KortTilKirken.dk